# 禄令
禄令（ろくりょう）は、律令法において皇親や官人らの封禄（食封と俸禄）について定めた規定。養老令では第15番目に位置して15条から構成されている。
日本の禄令は唐の禄令と封爵令を合わせたもので、後者における食邑の規定が食封の規定として取り入れられた。大宝令と養老令では大きな差異がなかったと考えられている。

## 概要
養老令においては、
1. 給季禄（季禄の支給内容）
2. 季禄（季禄の支給期日）
3. 内舎人（内舎人・別勅才伎長上に対する季禄）
4. 行守（官位相当に対応していない者および兼任者に対する季禄）
5. 応給禄（犯罪などで処分を受けた者の禄）
6. 初任官（年度途中で任官された者の禄の支給）
7. 奪禄（応給禄条の規定に基づく禄の没収手続）
8. 兵衛（兵衛に対する季禄）
9. 宮人給禄（宮人（女官）に対する季禄）
10. 食封（各種の食封・位禄・湯沐などの規定）
11. 皇親（皇親に対する時服の規定）
12. 嬪以上（妃・夫人・嬪に対する封禄・号禄）
13. 功封（功績による食封に関する規定）
14. 寺不在食封之例（寺封に関する規定（寺は食封支給の対象ではない、ただし勅に基づく寺封は認める））
15. 令外之条（令外の食封・禄は勅に基づくこと）

天武天皇の時代には大夫（後世の貴族に相当）には、食封が支給されていたが、大宝令によって公卿以上の位封と議政官に対する職封に限定された。ただし、実際には五位には慶雲の改革まで位封が与えられ、四位の位禄への切り替えは大同年間まで実現しなかった。また、日本独自の制度や規定も多く存在している。例えば、地方官には職田などが授けられて季禄支給の対象にはならなかったこと、季禄などの禄には米が含まれず複数の物資による支給であったこと（唐では稲米または粟米で支給）、位封・位禄は終身与えられていたこと（唐では致仕後は全ての禄が半減されて支給、なお位禄自体が日本独自の制度である）、令には規定はないものの季禄・位禄の支給と天皇への感謝を示す賜禄儀への参加が一体化していたこと（『弘仁式』・『儀式』で明文化）など、日本の実情に合わせて改変された部分が多い。